# Arthur Okun
Arthur Melvin «Art» Okun (Nueva Jersey, 28 de noviembre de 1928 - Washington D. C., 20 de enero de 1980) fue un economista estadounidense. Ocupó el puesto de jefe del Consejo de Asesores Económicos del Presidente de los Estados Unidos Lyndon B. Johnson. Obtuvo un B.S. (1949) y un Ph.D. (1956) en economía de la Universidad de Columbia. Antes de servir en el CEA, fue profesor en la Universidad de Yale, y posteriormente, miembro del Brookings Institution en Washington D. C., donde pronosticó y analizó las tendencias de la economía. En 1968 fue elegido miembro de la American Statistical Association. 
Estudió la relación entre el desempleo y el producto interno bruto (PIB). Okun es conocido en particular por promulgar la ley de Okun, una relación observada que establece que por cada aumento del 1% en la tasa de desempleo, el PIB de un país será aproximadamente un 2% más bajo que su PIB potencial. También es conocido como el creador del "índice de miseria".

## Ley de Okun
Arthur Okun es conocido principalmente por la ley de Okun, que describe una relación lineal entre los cambios en la tasa de desempleo y el crecimiento del producto interior bruto: por cada punto porcentual de disminución del desempleo, el PIB real crece un 3 por ciento. La ley de Okun está basada en datos de la década de 1950 y tuvo la precaución de advertir que la ley era válida solamente para tasas de desempleo entre el 3 y el 7,5%.
Como otras muchas leyes económicas, la ley de Okun es solo la observación empírica de una regularidad del mundo real que no se basa en ningún razonamiento económico fuerte. Sin embargo, ha soportado bien el paso del tiempo. James Tobin, que fue compañero de Okun en la Universidad de Yale y en el Consejo de Asesores Económicos del presidente John F. Kennedy, calificó la ley como "una de las regularidades empíricas más confiables de la macroeconomía".
Okun creyó que las transferencias de riqueza mediante la política fiscal, de los relativamente ricos a los relativamente pobres, son una política apropiada para cualquier gobierno, pero también reconoció la pérdida de eficacia inherente en el proceso de la redistribución. Para explicar el "trade-off" entre igualdad y eficacia, Okun introdujo la metáfora del cubo agujereado, que ha llegado a ser famosa entre economistas: "El dinero se debe llevar de los ricos a los pobres en un cubo agujereado. Algo simplemente desaparecerá por el camino, así que los pobres no recibirán todo el dinero que se toma de los ricos". Okun atribuyó las pérdidas a los costes administrativos de gravar y transferir y a los efectos sobre los incentivos.
- Datos: Q279721